# Andinoacara pulcher
Andinoacara pulcher (Gill, 1858) è un pesce d'acqua dolce appartenente alla famiglia Cichlidae e alla sottofamiglia Cichlasomatinae che proviene dall'America centrale e meridionale.

## Distribuzione e habitat
Proviene dal Venezuela e da Trinidad; è comune sia nei torrenti che in zone con corrente più lenta e acque meno limpide.

## Descrizione
Presenta un corpo compresso lateralmente e non particolarmente allungato, che raggiunge la lunghezza massima di 16 cm. La colorazione, blu nei maschi durante il periodo riproduttivo, è di solito marrone-verdastra con fasce più scure e macchie azzurre. Le pinne sono ampie, in particolare nei maschi.

## Biologia

### Comportamento
È un pesce pacifico. I giovani possono formare piccoli gruppi.

### Riproduzione
Sia il maschio che la femmina sorvegliano le uova, deposte su una roccia, anche dopo la loro schiusa: se gli avannotti vengono minacciati, il maschio li raccoglie nella sua bocca.

### Alimentazione
È carnivoro e si nutre di piccoli invertebrati come anellidi, crostacei e insetti.

## Acquariofilia
Può essere allevato in acquario, dove si riproduce.